# Fast Five
Fast Five (titulada: Fast & Furious 5 en España y Rápidos y furiosos: 5in control en Hispanoamérica) es una película de acción estadounidense de 2011 dirigida por Justin Lin y escrita por Chris Morgan. Es la secuela de Fast & Furious (2009) y la quinta entrega de la franquicia Fast & Furious. La película está protagonizada por Vin Diesel, Paul Walker, Tyrese Gibson, Jordana Brewster. Gal Gadot, Chris "Ludacris" Bridges, Matt Schulze, Sung Kang y Dwayne Johnson. En la película, Dom y Brian, junto con la hermana de Dom, Mia (Brewster), planean un atraco para robar los $100.000.000 del empresario corrupto, Hernán Reyes (Almeida), mientras son perseguidos para ser arrestados por el agente del Servicio de Seguridad Diplomática (DSS), Luke Hobbs (Johnson). 
La película en sí, marca un rumbo diferente para el resto de la saga, alejándose de la estética underground de las cuatro primeras y minimizando las secuencias de carreras callejeras, que fueron marcas de identificación de la saga, para pasar a ser una película de acción de carácter más comercial. Al hacerlo, esperaban atraer a un público más amplio que, de otro modo, podría desanimarse por un fuerte énfasis en los automóviles y la cultura automovilística. Fast Five se considera la película de transición de la serie, presenta solo una carrera de autos y presta más atención a escenas de acción como peleas, tiroteos y el atraco central.
Fast Five tuvo su estreno en Cinépolis Lagoon en Río de Janeiro  el 15 de abril de 2011 y fue estrenada en Estados Unidos el 29 de abril por Universal Pictures. La película recibió críticas positivas, con elogios por la dirección de Lin, las secuencias de acción y las actuaciones del elenco; Es ampliamente considerada la mejor película de la franquicia. Fast Five recaudó $626 millones de dólares en todo el mundo, convirtiéndose en la séptima película más taquillera de 2011, la película más taquillera de la franquicia en ese momento, y estableció varios récords relacionados con el fin de semana de estreno más taquillero de Universal en varios mercados internacionales. 

## Recepción de la crítica
La película tuvo una buena evaluación por parte de la revista estadounidense de Rolling Stone otorgándole 3 estrellas.

## Recepción
Es el top 89 de las 100 mejores películas de acción de todos los tiempos por GQ.
Rolling Stone la agregó en la poción 23 en Las 50 mejores películas de acción de todos los tiempos.

## Argumento

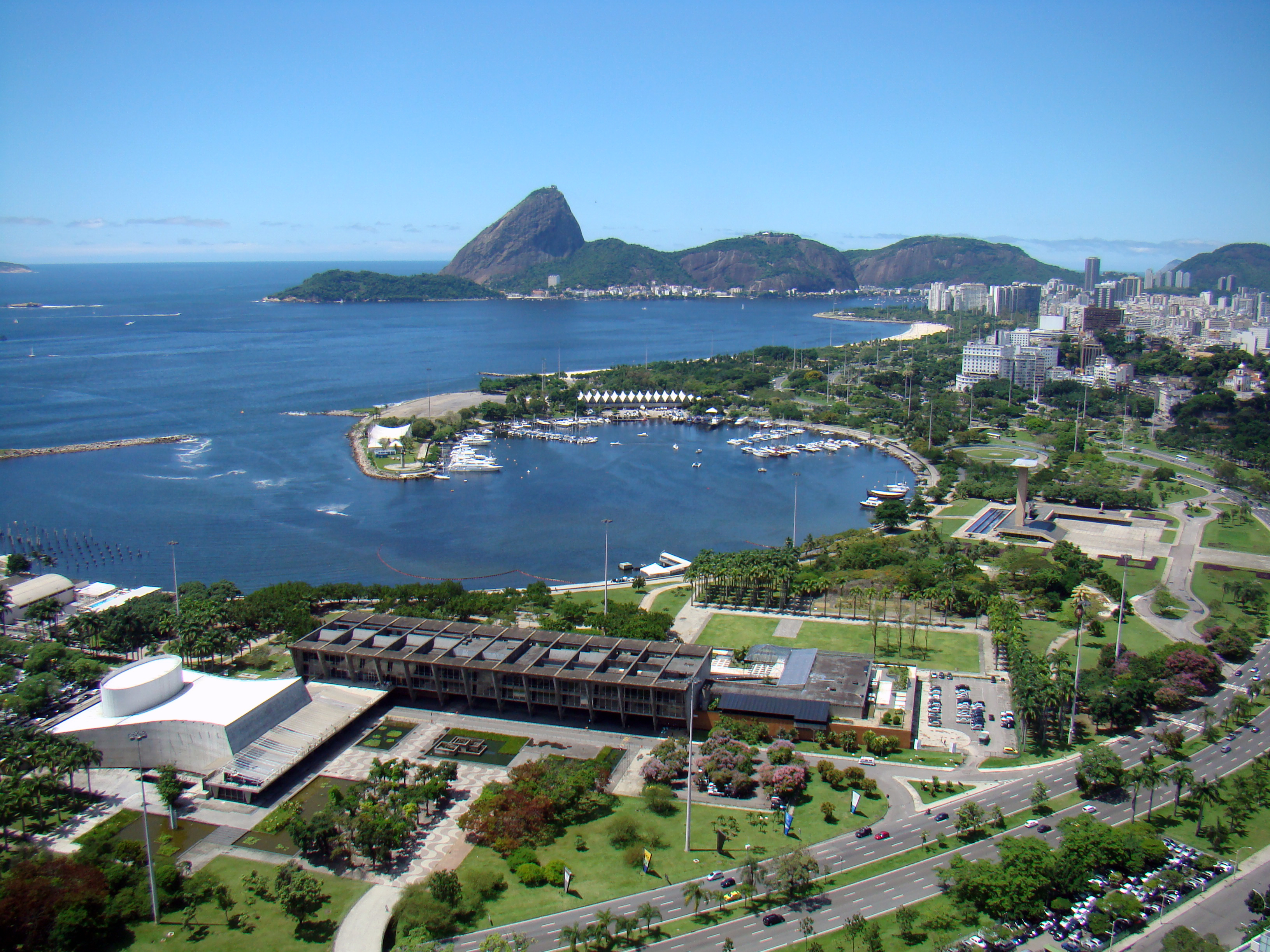
Río de Janeiro es una de las ciudades más grandes de América, con más de 12 millones de habitantes en su conurbación, cuyo escenario fue usado para la trama de la película.

Después de haber capturado al narcotraficante mexicano Arturo Braga (John Ortiz) en la entrega anterior, el fugitivo Dominic "Dom" Toretto (Vin Diesel) es llevado en autobús, junto a otros prisioneros, a la prisión de máxima seguridad de Lompoc a pagar una condena de 25 años sin la posibilidad de libertad condicional. Sin embargo, Brian O'Conner (Paul Walker), junto a Mia Toretto (Jordana Brewster), Tego Leo (Tego Calderón) y Rico Santos (Don Omar) se aparecen en la carretera dispuestos a rescatar a Dom, en donde Mia acelera su Honda NSX 2002 y pasa al autobús, para luego darle la vuelta y regresar en sentido contrario contra aquel, haciendo que este gire bruscamente para evitar el impacto con el auto de Mia. Sin embargo, en ese instante, Brian frena bruscamente el Dodge SuperCharger R/T 1970 de Dom (reconstruido nuevamente por Brian) y logra que el autobús blindado de 12 toneladas lo impacte por detrás a un auto 6 veces más pequeño y producto del fuerte impacto, el autobús se descarrila y termina destruyéndose en medio de la carretera y momentos después de haber volcado el autobús, el grupo se da a la fuga.
Unas horas más tarde, los refuerzos policiales llegan al lugar del choque y logran recapturar a todos los convictos del autobús destrozado que afortunadamente no dejó víctimas fatales, pero pronto se dan cuenta de que el único convicto prófugo es Dom, identificando inmediatamente a los cómplices: Brian y Mia. Unos meses después de ser prófugos y cruzando las fronteras, Brian y Mia llegan a Río de Janeiro, Brasil en donde se revela que Dom les ordenó previamente que se dirigieran a Río, dado que allí se encontrarían con alguien de la familia. Una vez que llegan al lugar, estos se dirigen a las favelas de la ciudad, llegando a cierto territorio donde unos pandilleros intentan detenerlos. Pero justo en ese momento, se aparece el jefe de ellos, Vince (Matt Schulze), amigo de la infancia de Dom y Mia, quien les dice a sus pandilleros que los dejen en paz y les permitan pasar. Momentos después, Vince los guía a su casa y les asegura que Dom se encontraba en Ecuador hace unas semanas y que llegaría pronto a Río. Al caer la noche, Vince les da refugio y comida y les presenta a su familia, conformada por su esposa brasileña, Rosa (Jeimy Osorio), con la que tiene un hijo. Durante la estadía en la casa de Vince, Brian le pregunta a él por qué eligió Río como hogar, a lo que Vince le explica que fue debido a todo lo que Brian causó en Los Ángeles, California, en la primera entrega, por lo que recorrió todo Sudamérica, cayendo cada vez más bajo y hubiera seguido así de no ser por Rosa. Al mismo tiempo, Mia le revela a Rosa que está embarazada y que aún no le ha dicho a Brian. Luego Vince le dice a Brian y Mia que hay un trabajo que hacer. Un matón, llamado Zizi (Michael Irby), quiere que recuperen los autos de su jefe que están incautados en un tren, por lo que hace falta gente para el trabajo. Al día siguiente, Brian y Mia se infiltran en el tren para asegurar la misión. Al mismo tiempo, Mia está viendo una revista sobre qué sitios del mundo no tienen extradición. A unos pocos segundos, llega un camión personalizado para el trabajo, en donde viene Zizi con unos pandilleros, Vince y Dom. Ahí, Vince toma uno de los autos, el De Tomaso Pantera GTS 1991 y se dirige al punto de reunión. Zizi intenta quedarse con el Ford GT40 1966, pero Dom se lo quita y se lo da a Mia. Le dice que se dirija a un lugar seguro y que espere su llamada, causando el descontento de Zizi y provocando una gran pelea que termina con tres agentes de la DEA y tres pandilleros muertos. Dom y Brian logran escapar con vida, lanzándose a un río con uno de los autos, un Chevrolet Corvette Grand Sport 1965, pero luego son atrapados y secuestrados por la mafia local, dueña de los autos. Ambos son encadenados por las manos en un garaje, donde los enfrenta el jefe de Zizi, Hernán Reyes (Joaquim de Almeida), un multimillonario de la ciudad, envuelto presuntamente en narcotráfico. Pero de todas maneras, ambos logran escapar luego de que Reyes abandona el lugar, dejando un diminuto grupo de pandilleros, siendo fáciles de vencer para Dom y Brian.
Mia se refugia en un garaje seguro en las favelas cuando llegan Brian y Dom y se preguntan dónde estará Vince. Mia revela que ya aparecieron en televisión siendo culpados por la muerte de los agentes de la DEA, por lo que Brian deduce que ahora encabezan la lista de los más buscados, comentado que deben ocultarse de inmediato, pero Dom sugiere revisar el GT40 para saber a qué se enfrentan. Mientras tanto, el FBI decide contactar al mejor hombre para el trabajo de cacería de los fugitivos, el agente Luke Hobbs (Dwayne Johnson), y su equipo: los agentes Wilkes (Fernando Chien), Fusco (Alimi Ballard), Chato (Yorgo Constantine) y Macroy (Geoff Meed), además de ello Hobbs también pide como traductora para la misión de cacería a una oficial de tránsito local llamada Elena Neves (Elsa Pataky), debido a que es la única oficial de policía que no pueden sobornar y la única en todo Rio que odia a Reyes. Justo cuando Vince se aparece en el refugio con Brian, Mia y Dom, donde el primero rápidamente acusa a Vince de todo lo que pasaron durante la misión, quien explica que no pudo llegar a ellos debido a la actividad policial en las favelas. Dom se pone del lado de Vince momentáneamente y le dice a Brian que vaya a calmarse. 
Mientras tanto en un edificio local, Reyes está en una reunión importante con unos futuros inversionistas, hasta que dicha reunión es interrumpida por Zizi, quien le informa que encontraron el paradero de Dom y Brian. Por otra parte y sin que nadie lo note, Vince intenta sacar un chip oculto en el GT40 que utilizó Mia previamente, pero Dom lo descubre y se da cuenta de que el trabajo no era por los autos, sino por el chip. Por su parte, Vince trata de explicarle todo lo que sucede, pero un Dom muy enojado por no decirle toda la verdad, le exige que se large del refugio. Sin embargo, Vince le reprocha a Dom que nunca lo escucha, incluyendo cuando le dijo que Brian era policía hace tantos años; reclamándole también que así no regresarán jamás a Los Ángeles, además de que Mia está condenada a la vida de criminal y al final le pregunta dos veces en dónde está Letty, lo que en su defecto provoca que Dom se molestara y Vince se marcha de ahí. Mientras tanto, Elena se reúne con Hobbs y su equipo y con la información obtenida del recorrido de los autos robados y los informes de Elena, se ponen en marcha para atrapar a Dom, Mía y Brian. 
Al día siguiente, Hobbs, Elena y su equipo llegan a las favelas buscando a los fugitivos, mientras tanto Brian, Mia y Dom investigan el chip que pretendía recuperar Reyes, el cual resulta que este contiene toda la información de su dinero, que superaba la suma de $100.000.000 de dólares y que está repartido por todo Río en 10 "Casas". Mientras tanto, Zizi se dirige también tras el rastro de Dom junto a un grupo de pandilleros. Zizi llega primero, causando un gran tiroteo en la zona, llamando la atención de Hobbs y su equipo. Durante la persecución, Elena detiene a Dom, pero finalmente Dom salva a Elena de ser asesinada por los pandilleros de Zizi, justo cuando el equipo de Hobbs aparece y aniquilan al grupo de pandilleros. Zizi, por su parte, logra huir, al igual que Dom, Brian y Mia. Por su parte, Elena encuentra el collar del crucifijo de Dom en el piso y lo recoge. Una vez a salvo de los pandilleros de Zizi y los agentes de Hobbs, Dom piensa que es mejor separarse para estar a salvo, sin embargo, Mia decide revelarle a Brian y a Dom que está embarazada y les pide permanecer juntos. Al principio, Brian piensa que se trata de una broma, pero Mia le dice que no lo es y Brian decide permanecer con ella, al igual que Dom, el cual queda sorprendido por la noticia y, en tono de alegría, les dice a Brian y Mia: "La familia está aumentando".
Hobbs y su equipo logran incautar el GT40 que tenía el chip, mientras Elena cuestiona el hecho de que Dom y Brian pasaron de ser ladrones de gasolina a asesinos de agentes federales; Hobbs bruscamente le explica que lo que importa es atraparlos y pide a su equipo investigar los movimientos de Reyes, además de reconstruir el GT40 para saber qué es lo que tomaron Dom y Brian de él. 
Esa noche, mientras Mia duerme, Brian y Dom empiezan a hablar. Dom le cuenta que recuerda todo acerca de su padre, desde cómo ayudaba a Mia a realizar sus tareas hasta cuando hacía parrilladas los domingos después de la iglesia; Brian por su parte, le cuenta a Dom que nunca conoció a su padre y que nunca estuvo ahí para él, pero Dom le dice a Brian que no será como este. Brian le dice a Dom que está harto de escapar y Dom está de acuerdo y deciden dar un último golpe para comprar su libertad con la información detallada del dinero de Reyes. Se guían a través de las 10 "Casas", donde cada una contiene alrededor de $10.000.000 de dólares. Para el trabajo necesitarán un equipo, por lo que cada uno llama a sus respectivos contactos. Brian llama a Roman "Rome" Pearce (Tyrese Gibson), con quien Brian trabajó en Miami (un hablador, como Dom lo describe) y a Tej Parker (Chris "Ludacris" Bridges) (un experto en electrónica y circuitos), mientras que Dom llama a Han Seoul-Oh (Sung Kang) (un camaleón, como Dom lo describe), Tego Leo (Tego Calderón), Rico Santos (Don Omar) (los demoledores, que pueden "atravesar muros", como Mia lo comenta) y a Gisele Yashar (Gal Gadot) (por sus conocimientos de herramientas y armas y por ser una persona sin miedo a pelear). El lugar de reunión es el refugio, en realidad una fábrica abandonada, donde llegan Rome y Tej, quienes se burlan mutuamente de su chaqueta y su auto respectivamente, antes de saludarse. Gisele llega en su motocicleta, mientras Rome se impresiona con ella, cortejándola no muy prudentemente, pero Gisele lo reta a mano armada. Tego y Rico llegan y empiezan a discutir acaloradamente con Tej y Rome, cuando aparece Han comiendo papas fritas y ofreciéndole unas cuantas a Gisele. Dom, Brian y Mia se reúnen y todos se saludan, con Brian presentando a Dom con Rome, comentándole que hizo un trabajo con él en Miami. Cuando Tej pregunta por qué los hicieron cruzar medio mundo, Dom informa que tienen un trabajo y Brian les explica que el objetivo es Hernán Reyes, el cual maneja las drogas en Río y que jamás lo han arrestado porque no deja rastro en papel. Gisele les menciona que eso es debido a que Reyes no utiliza bancos, siendo esta la razón por la cual lo guarda en "Casas". Planean dar el primer golpe en la primera "Casa", aunque Rome inicialmente se niega debido a que cree que el trabajo es personal, pero decide quedarse cuando Dom menciona que es un trabajo de más de $100.000.000, pero Gisele les recuerda que dar 10 golpes al mismo objetivo es imposible, Han agrega que, en cuanto ataquen la primera "Casa", harán lo posible para proteger el resto. Cuando Dom, Brian, Han, Rome, Tej, Tego y Santos consiguen dar el primer golpe a la primera "Casa", en vez de llevarse el dinero, lo incendian por completo. El plan es asustar a Reyes para que este reúna el dinero de las otras 9 "Casas" en un solo sitio y poder robar todo el dinero de una vez. 
Hobbs y su equipo registran el GT40 que estaba en el tren y lo reconstruyen, descubriendo que Dom y Brian tomaron el chip de Reyes. Mientras, se enteran del reporte del incidente en una de las "Casas" de Reyes y  Elena está segura que fueron Dom y su equipo los responsables, ya que según ella nadie en todo Río sería tan estúpido como para robarle a Reyes. En otra parte, Reyes interroga a un testigo del incidente y se da cuenta de que quieren robar todo su dinero. Después de matar al testigo, Reyes le ordena a Zizi que reúna en un solo sitio su dinero, justo como lo había planeado Dom. Sin embargo, con lo que el grupo no contaba, era que Reyes lo ocultaría en una jefatura de policía, repleta de oficiales de Río y con casi el 70% de ellos comprados por Reyes.
El plan se complica drásticamente y ahora el grupo debe saquear la jefatura de policía, por lo que Rico, Tego y Rome empiezan a dudar si podrán lograr el trabajo, mientras Gisele se impresiona con el coraje de Han de apegarse al plan. Mientras, Hobbs y su equipo investigan los movimientos de Dom, se enteran de que está acompañado de Han, por lo que Hobbs pide rastrear a los amigos y conocidos de Dom y Brian, identificando rápidamente a Rome, Gisele y Tej por los últimos registros de llegadas a Brasil y por ser amigos de los convictos, dándose a entender que si los antiguos amigos de Dom y Brian han llegado a Brasil es por una razón lógica; con Elena deduciendo que deben planear algo grande. 
Zizi le muestra a Reyes la caja fuerte en la jefatura donde se encuentra todo el dinero junto, y Reyes pide que el grupo de Dom sea buscado por todas las pandillas de Río, poniéndoles un precio alto a sus cabezas. Brian sabe que el dinero de Reyes se encuentra en una gran caja fuerte, asegurada fuertemente en el Departamento de Evidencia, por lo que el equipo de Dom necesita infiltrarse en la jefatura para poder verificar el modelo de la caja fuerte. Para ello, mandan a Rome a infiltrarse, ya que él es el más hablador. Él consigue ingresar, gracias al uniforme de Brian del FBI, pero se le niega el ingreso a la bóveda donde se encuentra la caja fuerte; Rome logró infiltrar un auto a control remoto con una cámara (manejado por Tej), dentro de la caja de evidencia, para poder ver la caja fuerte de Reyes, logrando saber su modelo, la cual necesita un código y, principalmente, la huella digital de Reyes para abrirla. Luego, el equipo de Dom necesitaba controlar las cámaras de seguridad de la jefatura, por lo que Tego y Rico planean colocar una bomba improvisada en la tubería del drenaje del baño de caballeros en la jefatura, causando una explosión. Tego y Rico se hacen pasar por fontaneros y entran a la jefatura, para colocar un dispositivo que les permitiría controlar las cámaras, pero descubren que las mismas son de última tecnología con óptica de marcador, dando solo 10 segundos cuando mucho. Gisele sugiere cambiar la señal para poder entrar, pero Tej les revela que la imagen está enlazada a una terminal digital y sabrían que entraron al sistema, por lo que sólo pueden espiar. Luego de averiguar qué tipo de seguridad tiene la jefatura, el equipo necesita buscar unos autos rápidos para así burlar las cámaras de la jefatura, llevando entre los autos un Porsche 911 (996) GT3 RS de 2001 azul, un Toyota Supra 2001 negro, un Subaru Impreza WRX STi 2009 y un Nissan 370Z 2009. Inmediatamente, el equipo practica el drifting con cada uno de los autos obtenidos por Dom y Brian, pero desgraciadamente, ninguno logra burlar las cámaras de seguridad, incluso Rico termina chocando uno de los autos, al mismo tiempo que Han observa a Gisele conduciendo, declarando que se había enamorado de ella. Al día siguiente, Tego y Rico consiguen una caja fuerte, idéntica a la que está en la jefatura. Sin embargo, cuando Tej se pregunta de dónde la sacaron, Han le responde en tono de ironía: "Antes de conocerte, teníamos una vida", entonces Tej empieza a trabajar en los circuitos electrónicos, pero había otro problema: nada más y nada menos que el lector de manos y sin la huella de Reyes, ni el mismo Harry Houdini en persona podría abrirla. Para conseguir la huella digital de Reyes, ya que es necesaria para poder abrir la bóveda, Dom envía a Han para conseguirla, por lo que Gisele decide ir con él. Gisele y Han van a buscar a Reyes en Copacabana, la playa local de Río. Mientras observan a Reyes, buscando la forma de obtener pistas, Gisele y Han tienen una pequeña conversación sobre el pasado de ambos, en la cual, Han deduce que Gisele estuvo en el ejército israelí, mucho antes de trabajar para Braga, mientras que Gisele también deduce el pasado de Han, el cual este fumaba 2 paquetes de cigarrillos diarios y sin filtro, dando a entender el por qué Han come demasiadas papas fritas. Debido a la alta seguridad en la playa, donde Reyes descansa, Han cree que no podrá completar su misión, pero Gisele responde: "Un hombre no puede hacer el trabajo de una mujer". Ella se quita su toalla y se acerca al aposento de Reyes en bikini, captando inmediatamente la atención de Han, mientras la observa alejarse. Entonces Gisele obtiene la huella de Reyes fácilmente cuando él toca su bikini. 
Han y Gisele regresan al refugio y le entregan la huella de Reyes a Tej y Rome, aunque también por curiosidad le preguntan a Gisele como la consiguió tan fácilmente, por una palmada o Reyes solo la manoseo lentamente, pero Gisele por su parte se limita a no responder la pregunta. Sin embargo, en ese momento, Mia revela que ahora, el equipo completo de Dom es buscado por cielo, mar y tierra. Cuando Gisele pregunta cómo pasó, Mia revela que Hobbs emitió la orden, por lo que Brian y Dom reconocen a Hobbs por su incidente en las favelas. Han sugiere adelantar los planes, pero Rome considera que deben tomarse un descanso para "respirar".
Luego de tenerlos identificados, el equipo de Dom sale a las calles donde Hobbs, Elena y su equipo tratan de arrestarlos. En el proceso, Dom se percata de que Elena tiene su collar del crucifijo, mientras Brian trata de explicar que la muerte de los agentes de la DEA fue culpa de los hombres de Reyes, pero Hobbs nuevamente expresa desinterés por los detalles, decidido a simplemente arrestarlos, recordándoles como Brian traicionó a la policía y como Dom casi mata a un hombre a golpes con una llave. Cuando Hobbs le comenta a Dom que no tiene alternativa, Dom le responde diciéndole: "Y tu equivocación es creer que estás en tu país y estás muy lejos de casa. ¡Esto es Brasil!". Entonces, Hobbs y su equipo viéndose superados por el equipo de Dom y varios matones y pandilleros armados y deciden no arrestarlos por el momento. Aprovechando la distracción, Tej había instalado un rastreador en el auto de Hobbs y con ello evitarían que Hobbs los estuviese molestando, siendo monitoriado por Mia. Al rato, Dom visita a Elena en su hogar y toma el collar del crucifijo de Letty. Elena entonces le advierte que debería escapar con su equipo porque Hobbs los encontrará. Entonces ambos se comparten la experiencia de perder al ser que más amaban; Letty, muerta a manos de Fénix y Elena a su esposo, también un oficial de policía brasileña, muerto a manos de pandillas al servicio de Reyes. Luego Dom se retira de la casa. 
Al ver que el complejo sistema de seguridad de la jefatura es imposible de burlar, Han le dice a Dom que sólo podrán burlar a las cámaras de la jefatura con autos "invisibles" y Dom le responde que sabe dónde conseguirlos. Esa noche, Gisele lleva en una camioneta a Brian, Dom, Han y Rome, donde los 4 se meten en el estacionamiento de la jefatura y roban 4 vehículos policiales Dodge Charger SRT8 2011 de la policía federal brasileña, dando más probabilidades de lograr la misión. Luego, deciden competir con los 4 autos en una carrera apostando un millón de dólares cada uno por 400 metros. Antes de empezar, Brian le pide a Dom que no haga trampa (tal como lo hizo en la entrega anterior), lo que causa que Dom se ría. La carrera inicia, siendo Brian el ganador, con Dom en segundo lugar, Han en tercero y Rome de último, pero luego Han y Rome saben que Dom había dejado ganar a Brian (sin que él se diera cuenta). Al día siguiente, Mia se encuentra comprando en el mercado, sin embargo, Vince aparece sorpresivamente para sacarla del mercado inmediatamente y salvándola de Zizi, el cual la buscaba para encontrar con el paradero del refugio del equipo de Dom. Vince y Mia regresan al refugio, dónde Mia explica lo sucedido a Brian, por lo que le da las gracias a Vince. Ya en la noche, el equipo celebra que, al día siguiente, darán el gran golpe, con Tego cocinando una parrillada, ante las burlas de Rico, Rome y Tej de no saber cocinar. Mientras tanto, por el hecho de rescatar a Mia de las manos de Zizi y su banda, Dom decide integrar a Vince al grupo y comentándole que Mia cree que su nuevo Dodge Charger R/T 1970 es una maldición. Por otra parte, Gisele le comenta a Han que cuando la vida peligra es cuando aprenden de sí mismos. Cuando Rome le ofrece una cerveza a Mia, Brian revela el embarazo de Mia. Entonces Dom dirige las siguientes palabras diciendo: "El dinero viene y va. Sabemos eso, pero lo más importante en la vida siempre serán las personas que están en esta habitación, aquí y ahora. Salud mi familia" (en el idioma original, en el último verso, hablaba en italiano).
En el día de la gran misión, todos se preparan para efectuarla. Mia rastreando a Hobbs, informa que él está del otro lado de la ciudad, por lo que su oportunidad es ahora. Tej, Gisele, Han, Rome, Tego y Rico se marchan para ir a la misión, pero no contaban con que el equipo de Hobbs encontraría a Dom, Brian, Mia y Vince, gracias a que encontraron accidentalmente el rastreador de Tej y a su receptor; la computadora de Mia. En el proceso, Hobbs acaba destruyendo el nuevo Charger de Dom. Posteriormente, ambos protagonizan una brutal pelea. Luego Hobbs somete a Dom, pero Dom se da cuenta de que los hombres de Hobbs han atrapado a Mia, Brian y Vince; escapa furiosamente del agarre de Hobbs y a pesar de que Hobbs logra abrumarlo brevemente, finalmente Hobbs es superado y habría sido asesinado si Mia no le hubiera pedido a Dom que se detuviera. Aun así, Dom se rinde, ya que es amenazado con armas de fuego por el equipo de Hobbs, quien logra detenerlo, junto a Brian, Vince y Mia. Hobbs y su equipo, trasladan a los fugitivos hasta el aeropuerto para llevárselos a los Estados Unidos, pero lo que Hobbs y su equipo no contaban era que, en el trayecto hacia el aeropuerto, un gran grupo de pandilleros, comandados por Zizi les tendería una emboscada, quienes asesinan a Wilkes, Fusco, Chato y Macroy. Elena, quien resultó ilesa, decide liberar a los fugitivos para que no murieran en el ataque. Dom, Brian y Vince logran eliminar a todos los pandilleros que los atacaron, rescatando a Hobbs y a Elena, sacándolos del lugar. En el camino hacia el refugio, Vince le señala a Dom que ha sido herido mortalmente (en el mismo lugar donde hace 5 años fue baleado durante el secuestro fallido de un camión) y le pide que conozca a su hijo, Nico (también llamado Dominic) y que lo bautizaron en honor a él, donde Dom le menciona que tiene su palabra de que lo hará. Por desgracia, Vince acaba muriendo en el trayecto hacia el refugio y Dom le menciona que cumplirá la última voluntad de su amigo y que él se encargará de cuidar a Nico. El equipo completo, más Hobbs y Elena, se reúnen en el refugio y Han informa que podrían salir del país en un avión en cinco horas, pero Dom decide ir a terminar el trabajo, pero Gisele y Rome se niegan a hacerlo al haber muerto Vince. Tej también revela que triplicaron la seguridad en la jefatura, pero Dom comenta que no obligará a nadie a quedarse. Elena pide a Dom que huya para que pueda ser libre, pero Dom le menciona que huir no es libertad. Hobbs se interpone y decide ayudarlos a hacer el trabajo, ya que Reyes es el responsable de que muriera todo su equipo. Brian entonces le pregunta cuál es el plan y Dom responde que el dinero es lo que a Reyes le importa y que cuando tomen el dinero, Reyes aparecerá. 
Para entonces, Reyes triplicó la seguridad de la jefatura de policía (tal como Tej lo había predicho), sin embargo, Hobbs junto a Elena, utilizan su camioneta blindada para destruir las paredes de concreto que protegen la bóveda donde se encuentra la caja fuerte, posteriormente Hobbs abre fuego contra los policías corruptos que se acercaban al lugar con tal de distraerlos, seguido por Elena quien también cubre a Hobbs en el ataque. Al dejar descubierta la caja fuerte, Dom y Brian rápidamente la amarran con unos cables de acero y sacan la caja fuerte de sus cimientos usando sus 2 Dodge Charger SRT8 2011 (los dos autos patrulla que robaron previamente, ahora pintados de gris oscuro metálico) modificados y potentes, equipados con doble porción de óxido nitroso. A su vez, Hobbs y Elena detienen a un oficial corrupto que trabajaba para Reyes permitiendo que Dom y Brian escapen de la jefatura de policía. Poco después, Dom y Brian salen de la jefatura de policía arrastrando la caja fuerte e inician una increíble persecución por las calles de Río de Janeiro siendo seguidos de cerca por todos los policías corruptos de Río los cuales tratan de detenerlos a toda costa, al mismo tiempo el dúo son guiados por Mia a través de la radio, mientras Dom y Brian destruyen varias patrullas y causando múltiples destrozos a su paso por toda la ciudad, acompañados de Rome y Han disfrazados de policías y los cuales también usan los otros autos 2 patrullas que robaron. Cuando Mia informa que tienen una ventaja de 10 segundos, Dom y Brian cruzan un túnel separándose de Rome y Han, quienes abandonan de la escena una vez hecho su trabajo. Finalmente el dúo llegan a un puente donde son totalmente acorralados, pero entonces Dom obliga a Brian a que escape, mientras que él solo se encarga de derrotar las docenas de patrullas y autos de los secuaces de Reyes que lo seguían, pisando al máximo el acelerador de su auto para utilizar la caja fuerte como un gigantesco martillo de acero y gastando todo el nitro que este tiene en su auto. Al destruir la última patrulla, utiliza la caja fuerte arrastrada por su auto, para lanzar al río a uno de los vehículos que le disparaba con una Minigun. Al ser arrastrado por la caja fuerte, Dom salta de su auto antes de que el cable tire violentamente del auto, el cual se estrella violentamente sobre el auto de Reyes, quien seguía su dinero desde la jefatura. Inmediatamente Dom se levanta del pavimento, pero el conductor de Reyes, Zizi, sale ileso del auto destruido y le apunta con su pistola a Dom, pero justo cuando esta a punto de apretar del gatillo, Brian se aparece sorpresivamente y le dispara tres veces con su pistola desde otro ángulo, matándolo. En ese instante, Hobbs y Elena se aparecen en la escena, donde momentos después un malherido Reyes sale del auto destruido y le pide auxilio a Hobbs, sin embargo este último saca su arma y le dispara a Reyes, matándolo en venganza por la muerte de su equipo. Poco después, Hobbs le insinúa a Dom y Brian que no puede dejarlos ir, ya que ese no es su estilo, sin embargo, como le salvaron la vida y a Elena la última vez y dejaron que él matara a Reyes, les dará al dúo un lapso de 24 horas de ventaja, pero con la condición de que todo el dinero de la caja fuerte se quede. En eso Dom y Elena comparten miradas, mientras Hobbs les asegura que la próxima vez los atrapará. Posteriormente Dom y Brian proceden a irse del lugar, no sin antes Hobbs mencionarle a Dom en tono sarcástico diciendo: "Toretto, nos encontraremos", pero Dom por su parte le responde en tono de ironía diciendo: "Ya veremos". Justo cuando Dom y Brian se retiran del lugar, Hobbs y Elena, inmediatamente, estaban a la expectativa del porque el dúo se había ido tan seguros de sí mismos; resulta que cuando Hobbs abre la caja fuerte, descubre que la misma estaba vacía. En ese momento Hobbs empieza a sacar conclusiones en un flashback y deduce que la caja fuerte original había sido intercambiada por Tego, Gisele y Rico en un camión de basura cuando cruzaron el túnel previamente, aprovechando los diez segundos de ventaja que tenían Dom y Brian, para que estos metieran la caja fuerte original en el camión de basura, a la vez que Tego y Rico les enganchaban la caja falsa (con la que Tej hacia pruebas para entender sus sistemas de seguridad), para que Dom y Brian continuaran en la persecución y así despistar a los policías corruptos de Río y a Hobbs para que no se dieran cuenta del engaño. Tras esta revelación, Hobbs y Elena empiezan a reírse de la ironía del asunto y a su vez reconocen que el dúo son los mejores en su respectivo trabajo, por así decirlo.
Más tarde cuando todos se reúnen en el refugio, Tej ingresa el código de la caja mediante su computadora y posteriormente se ponen a la expectativa de que la caja fuerte se abriera sin ningún problema con la impresión de la palma de la mano del ya asesinado líder de la mafia brasileña, hasta que finalmente logra abrirla sin problemas y ven como los $100.000.000 de dólares cambiarán sus vidas. Dom le entrega un porcentaje a Rosa y Nico, la familia de Vince, quienes, a partir de ese momento, ya tienen un futuro asegurado, con un mensaje diciendo: "Para Rosa y Nico. Los veo pronto. Atte: El tío Dom". Por su parte, Tego y Rico apuestan toda su parte en el juego de la ruleta en uno de los casinos más prestigiados del mundo en Monte Carlo, sin saber el resultado de su apuesta, aunque posiblemente, por la supuesta reacción de sorpresa, el resultado pudo haber sido una victoria limpia para ambos. En Costa Rica, Rome visita a Tej en su taller al volante de un Koenigsegg CCXR Edition 2009 que le compró a un jeque en Abu Dabi, un vehículo del que solo existen 4 iguales en todo el mundo, y él le presume a Tej que tiene el único en el hemisferio occidental, pero no contaba con que Tej tendría uno de los 3 restantes, burlándose de Rome, diciéndole que ahora hay 2 en el hemisferio occidental, todo esto de manera amistosa. Mientras tanto, Han y Gisele van besándose en un Lexus LFA 2010, dirigiéndose hacia Berlín, Alemania, para luego ir a Madrid, España, y finalmente a Tokio, Japón. Por su parte, Brian y Mia disfrutan de su libertad en su casa en las Islas Canarias, España y reciben la visita de Dom y Elena, ahora siendo pareja. Mientras Mia y Elena charlan, Brian le dice a Dom que es hora de ver quién es el mejor y Dom acepta el desafío. Mientras pasan los créditos, se puede ver que la carrera termina en empate.
En una escena a mitad de los créditos, se ve a Hobbs en las oficinas del Servicio de Seguridad Diplomática en Washington D. C. archivando los expedientes de los trabajos recientes, pero en ese momento recibe la visita de la agente Mónica Fuentes (Eva Mendes), quien lleva consigo un expediente con información sobre unos sospechosos de robo y se lo entrega a Hobbs, donde le menciona que tiene que ver dicho expediente. En eso Hobbs pregunta si se trata de Toretto, pero Mónica le responde que no, por lo que Hobbs le menciona que no le interesa verlo. Sin embargo, Mónica le insiste a Hobbs que siga observando el expediente. Entonces Hobbs a regañadientes acepta ver el expediente y para su sorpresa, ve una foto de Leticia "Letty" Ortiz (Michelle Rodriguez), quien hace muy pocas horas, había atacado un convoy militar en Berlín. En ese momento Hobbs mira a Mónica sorprendido, donde esta última le dice a Hobbs en tono irónico: "¿Crees en los fantasmas?".

## Reparto
- Vin Diesel es Dominic "Dom" Toretto.
- Paul Walker es Brian O'Conner.
- Dwayne Johnson es Agente Luke Hobbs.
- Jordana Brewster es Mia Toretto.
- Tyrese Gibson es Roman "Rome" Pearce.
- Ludacris es Tej Parker.
- Sung Kang es Han Seoul-Oh.
- Don Omar es Rico Santos.
- Tego Calderón es Tego Leo.
- Matt Schulze es Vince.
- Jeimy Osorio es Rosa.
- Gal Gadot es Gisele Yashar.
- Elsa Pataky es Elena Neves.
- Luis Da Silva Jr. es Diogo.
- Joaquim de Almeida es Hernán Reyes.
- Michael Irby es Zizi.
- Fernando Chien es Agente "Team Hobbs" Wilkes.
- Alimi Ballard es Agente "Team Hobbs" Fusco.
- Yorgo Constantine es Agente "Team Hobbs" Chato.
- Geoff Meed es Agente "Team Hobbs" Macroy.
- Joseph Melendez es Jefe de policía de Almeida.
- Carlos Sánchez es Policía de evidencia.
- Jay Jackson es Reportero en campo.
- Michelle Rodriguez es Leticia "Letty" Ortiz (cameo en la foto que Mónica le muestra a Hobbs).
- Eva Mendes es Agente Mónica Fuentes (cameo mediante la escena poscréditos).

## Doblaje
| Actor                    | Personaje                                                     | Actor/Actriz de doblaje · México | Actor/Actriz de doblaje · España |
| ------------------------ | ------------------------------------------------------------- | -------------------------------- | -------------------------------- |
| Vin Diesel               | Dominic "Dom" Toretto                                         | Idzi Dutkiewicz                  | Juan Carlos Gustems              |
| Paul Walker              | Brian O'Conner                                                | Ricardo Tejedo                   | Daniel García                    |
| Dwayne Johnson           | Agente Luke Hobbs                                             | Juan Carlos Tinoco               | Jordi Boixaderas                 |
| Jordana Brewster         | Mia Toretto                                                   | Mayra Arellano                   | Joël Mulachs                     |
| Tyrese Gibson            | Roman "Rome" Pearce                                           | Sergio Gutiérrez Coto            | Jordi Ribes                      |
| Chris "Ludacris" Bridges | Tej Parker                                                    | Raúl Anaya                       | José Luis Mediavilla             |
| Gal Gadot                | Gisele Yashar                                                 | Marisol Romero                   | Esther Solans                    |
| Joaquim de Almeida       | Hernán Reyes                                                  | Sebastián Llapur                 | Joaquim de Almeida               |
| Don Omar                 | Rico Santos                                                   | Óscar Flores                     | Manuel García Guevara            |
| Tego Calderón            | Tego Leo                                                      | Mario Castañeda                  | Juan Fernández                   |
| Sung Kang                | Han Seoul-Oh                                                  | José Gilberto Vilchis            | José Posada                      |
| Matt Schulze             | Vince                                                         | Octavio Rojas                    | Alfonso Vallés                   |
| Elsa Pataky              | Elena Neves                                                   | Christine Byrd                   | Ana Pallejá                      |
| Luis Da Silva Jr.        | Diogo                                                         | Christian Strempler              |                                  |
| Michael Irby             | Zizi                                                          | Guillermo Rojas                  | Carlos di Blasi                  |
| Fernando Chien           | Agente "Team Hobbs" Wilkes                                    | Moisés Iván Mora                 | Carles Lladó                     |
| Alimi Ballard            | Agente "Team Hobbs" Fusco                                     | Dafnis Fernández                 | Pep Ribas                        |
| Yorgo Constantine        | Agente "Team Hobbs" Chato                                     | Salvador Reyes                   | César Lechiguero                 |
| Geoff Meed               | Agente "Team Hobbs" Macroy                                    | David Bueno                      | José Antonio Jiménez             |
| Joseph Melendez          | Jefe de policía de Almeida                                    | Ricardo Mendoza                  | Juan Miguel Valdivieso           |
| Carlos Sánchez           | Policía de evidencia                                          | Edson Matus                      |                                  |
| Jay Jackson              | Reportero en campo                                            | Alejandro Mayén                  |                                  |
| Eva Mendes               | Agente Mónica Fuentes (cameo mediante la escena poscréditos.) | Verónica Fuentes Treviño         | Alba Sola                        |

## Automóviles
- 1970 Dodge SuperCharger R/T (negro mate reconstruido) de Brian O'Conner.
- 2002 Honda NSX de Mia Toretto.
- 1978 Pontiac Firebird de Rico Santos y Tego Leo.
- 1972 Nissan Skyline GT-R C10 de Brian O'Conner.
- 1970 Dodge Charger R/T de Dominic "Dom" Toretto y Brian O'Conner.
- 1991 De Tomaso Pantera GTS de Vince.
- 1966 Ford GT40 de Mia Toretto
- 1965 Chevrolet Corvette Grand Sport de Brian O'Conner y Dominic "Dom" Toretto.
- 1965 Ford Galaxie 500 de Tej Parker.
- 1979 Ford Maverick de Han Seoul-Oh.
- 2005 International MXT de Luke Hobbs.
- 2001 Porsche 911 (996) GT3 RS de Brian O'Conner.[8]
- 2001 Toyota Supra de Rico Santos, Tej Parker y Roman "Rome" Pearce.
- 2009 Nissan 370Z de Gisele Yashar y Tego Leo.
- 2009 Subaru Impreza WRX STi de Han Seoul-Oh.
- 2011 Dodge Charger SRT8 (x4) (auto policial brasileño) de Brian O'Conner, Dominic "Dom" Toretto, Roman "Rome" Pearce y Han Seoul-Oh.
- 2011 Dodge Charger SRT8 (x2) (auto policial brasileño modificado) de Brian O'Conner y Dominic "Dom" Toretto.
- 2010 Lexus LFA de Han Seoul-Oh y Gisele Yashar.
- 2008 Koenigsegg CCXR Edition de Roman "Rome" Pearce.
- 2007 Koenigsegg CCXR de Tej Parker.
- 2009 Dodge Challenger SRT8 de Dominic "Dom" Toretto.
- 2010 Nissan GT-R de Brian O'Conner.

## Banda sonora
| N.º | Título                                                           | Performer(s)                                    | Duración |  |
| 1.  | «How We Roll (Fast Five Remix), IDon»                            | Don Omar, Busta Rhymes, Reek da Villian & J-doe | 4:10     |  |
| 2.  | «Desabafo/Deixa Eu Dizer»                                        | Marcelo D2 & Claudia                            | 2:56     |  |
| 3.  | «Assembling the Team»                                            | Brian Tyler                                     | 3:35     |  |
| 4.  | «L. Gelada-3 Da Madrugada»                                       | MV Bill                                         | 7:20     |  |
| 5.  | «Carlito Marron»                                                 | Carlinhos Brown                                 | 4:07     |  |
| 6.  | «Han Drifting»                                                   | Hybrid                                          | 1:56     |  |
| 7.  | «Million Dollar Race»                                            | Edu K & Hybrid                                  | 2:24     |  |
| 8.  | «Mad Skills»                                                     | Brian Tyler                                     | 3:51     |  |
| 9.  | «Batalha»                                                        | Obando                                          | 4:16     |  |
| 10. | «Danza Kuduro»                                                   | Don Omar & Lucenzo                              | 3:19     |  |
| 11. | «Follow Me Follow Me (Quem Que Caguetou?) (Fast 5 Hybrid Remix)» | Tejo, Black Alien & Speed                       | 3:07     |  |
| 12. | «Fast Five Suite»                                                | Brian Tyler                                     | 5:43     |  |
| 13. | «Furiously Dangerous» (produced by Eminem & Mr. Porter)          | Ludacris featuring Slaughterhouse & Claret Jai  | 4:04     |  |
| 14. | «Taboo»                                                          | Don Omar                                        | 4:52     |  |

## Estreno
Fast Five es la primera película de la franquicia que se estrenó en IMAX. El primer tráiler de Fast Five se lanzó en la página oficial de Facebook de Vin Diesel el 14 de diciembre de 2010.
Fast Five fue estrenada en Estados Unidos el 29 de abril de 2011 por Universal Pictures. El estreno mundial de Fast Five se llevó a cabo el 15 de abril de 2011, en Cinépolis Lagoon en Río de Janeiro, Brasil. El evento fue presentado por la actriz Susana Castillo, y patrocinado por el fabricante de automóviles Dodge.

### Taquilla
Hasta el 11 de agosto de 2011, Fast Five ha recaudado $209,8 millones de dólares en Estados Unidos y Canadá, y $416,3 millones de dólares en otros territorios, para un total mundial de $626,1 millones de dólares.